# 유혈목이
유혈목이(Rhabdophis tigrinus)는 뱀목 뱀과에 속하는 뱀으로 율모기라고도 한다. 흔히 꽃뱀이라고 하며 그 이유는 전신에 꽃이 핀것같은 무늬가 있기 때문이다. 한국에서 흔하게 볼 수 있는 뱀이다. 한국을 포함해서 일본, 중국 동부, 대만, 몽골, 러시아 프리모르스키 변경주에도 서식한다. 대한민국에서 흔히 볼 수 있는 뱀의 일종으로, 논이나 하천 부근에서 살며, 낮은 산지에서도 볼 수 있다.

## 생태
몸길이 50-120cm이며 꼬리 길이는 개체에 따라 차이가 있으나 대개는 몸 길이의 5분의 1 정도이다. 몸빛깔은 녹색 바탕에 불규칙한 무늬가 있다. 몸의 앞부분에 있는 무늬는 붉은색이며 목의 무늬는 노란색이고 검은색 무늬가 등면 중앙선 양쪽에 배열되어 있다. 개구리와 도롱뇽, 쥐, 그리고 두꺼비 등을 잡아먹으며, 제일 좋아하는 먹이는 두꺼비이고, 별로 좋아하지 않는 먹이는 새알이다. 가을에 교미하여 다음해 여름에 15개 정도의 알을 낳는다. 머리 모양은 둥글고 가느다란 능구렁이 형태이다.

## 독

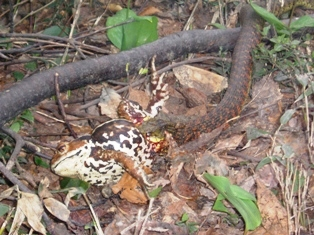
일본산 두꺼비를 물어죽인 유혈목이.(능구렁이랑 비슷해서 헛갈릴수도 있음)

목 부분에 독액을 분비하는 샘이 있는데 이는 몸을 지키기 위한 것이다. 이 밖에도 윗입술판 밑에 비교적 발달한 독선(毒腺)이 있고, 여기서 독액이 위턱 뒷부분에 있는 좌우 두 개씩의 독니에 주입된다. 보통으로 물렸을 때는 해가 없지만, 이 뒤쪽에 있는 독니에 물리면 독이 상처로 들어가 전신 내출혈이 일어나며, 두통·실신·신부전 등을 일으키고, 심하면 사망하는 경우도 있다.
원래 처음 유혈목이가 발견됐을 때에는 독이 없는 뱀으로 판명됐다. 그런데 한학자가 유혈목이 목안쪽에 독샘이 있다고 알려지면서 유혈목이는 유독성 독사로 판명됐다.

## 분포

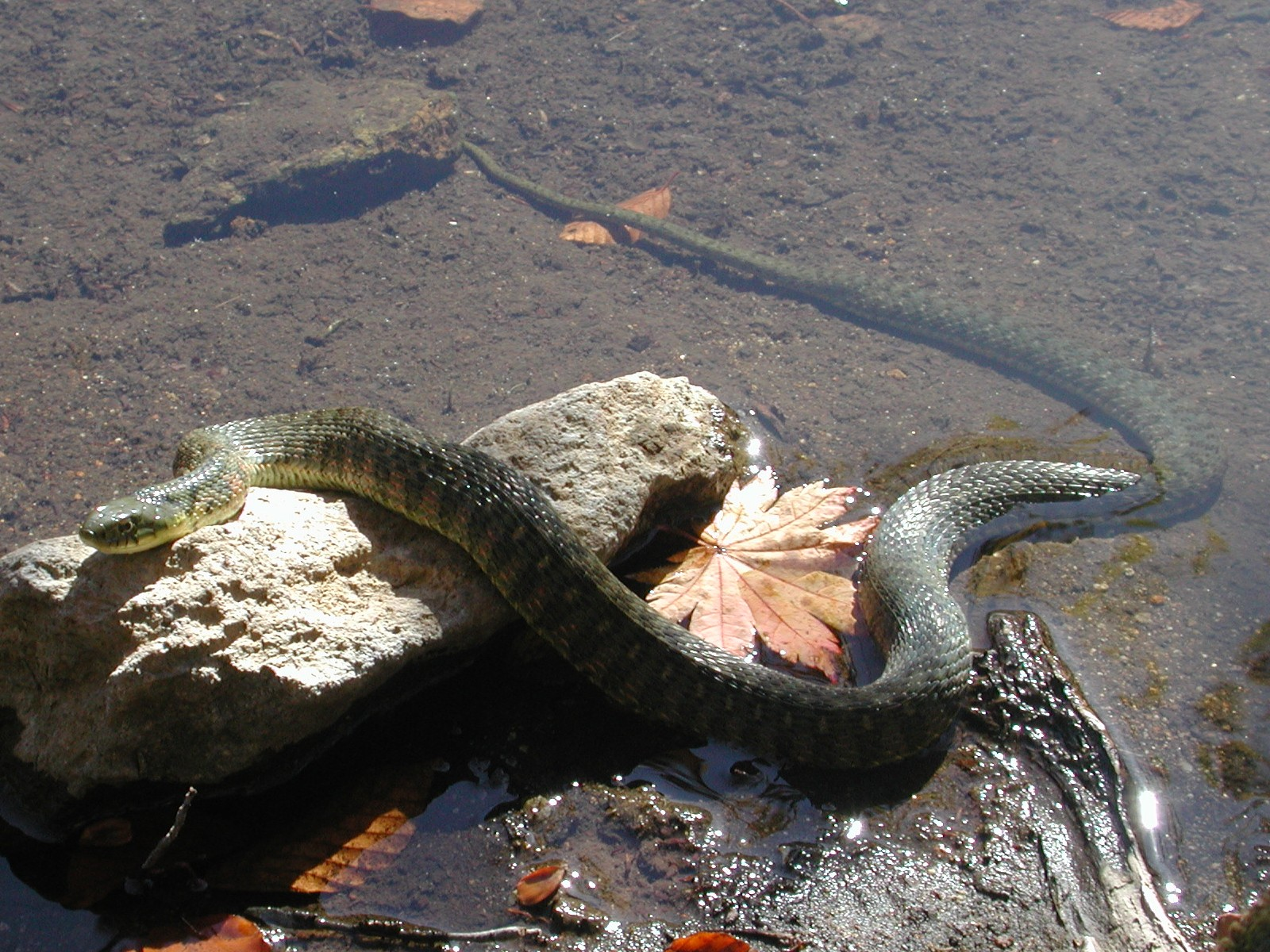
물에서 슬그머니 기어나오는 유혈목이.

유혈목이속에서는 가장 북쪽에 서식하는 종이다.
한국, 일본, 중국 동부, 타이완, 몽골, 러시아 프리모르스키 변경주에 서식한다.
- R. t. tigrinus

일본의 혼슈, 시코쿠, 규슈, 사도가섬, 오키 제도, 이키섬, 고토 열도, 야쿠섬, 다네가섬에 분포하며, 류큐 열도, 오가사와라 제도 및 홋카이도에는 분포하지 않는다. 도다(富田)(2007년)에서는 같은 아종(亞種)이 대륙에도 분포한다고 한다.
- Rhabdophis tigrinus formosanus: 타이완유혈목이

타이완에도 분포하는 아종이다.
- Rhabdophis tigrinus lateralis

대륙산 아종이다. 한국, 중국 동부, 몽골, 러시아 프리모르스키 변경주에도 서식한다.

## 같이 보기
- 살모사
- 까치살모사
- 쇠살모사